# Dresdner Bank

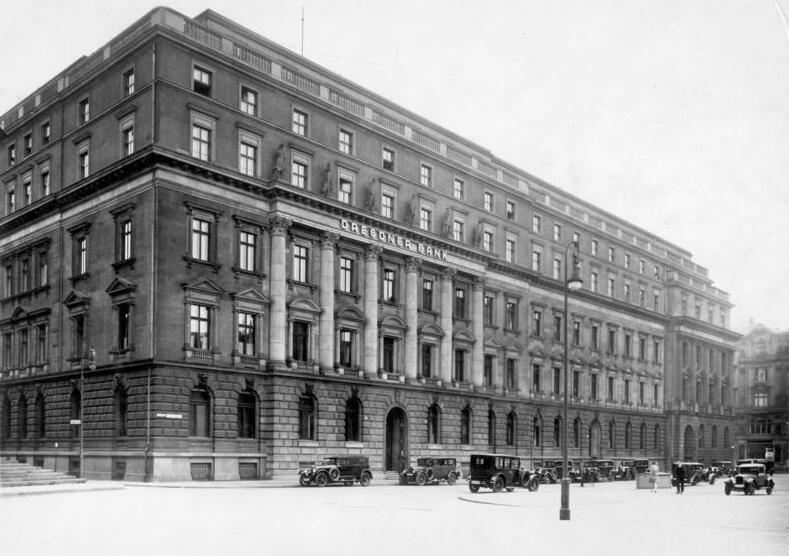
La sede amministrativa in Behrenstraße a Berlino

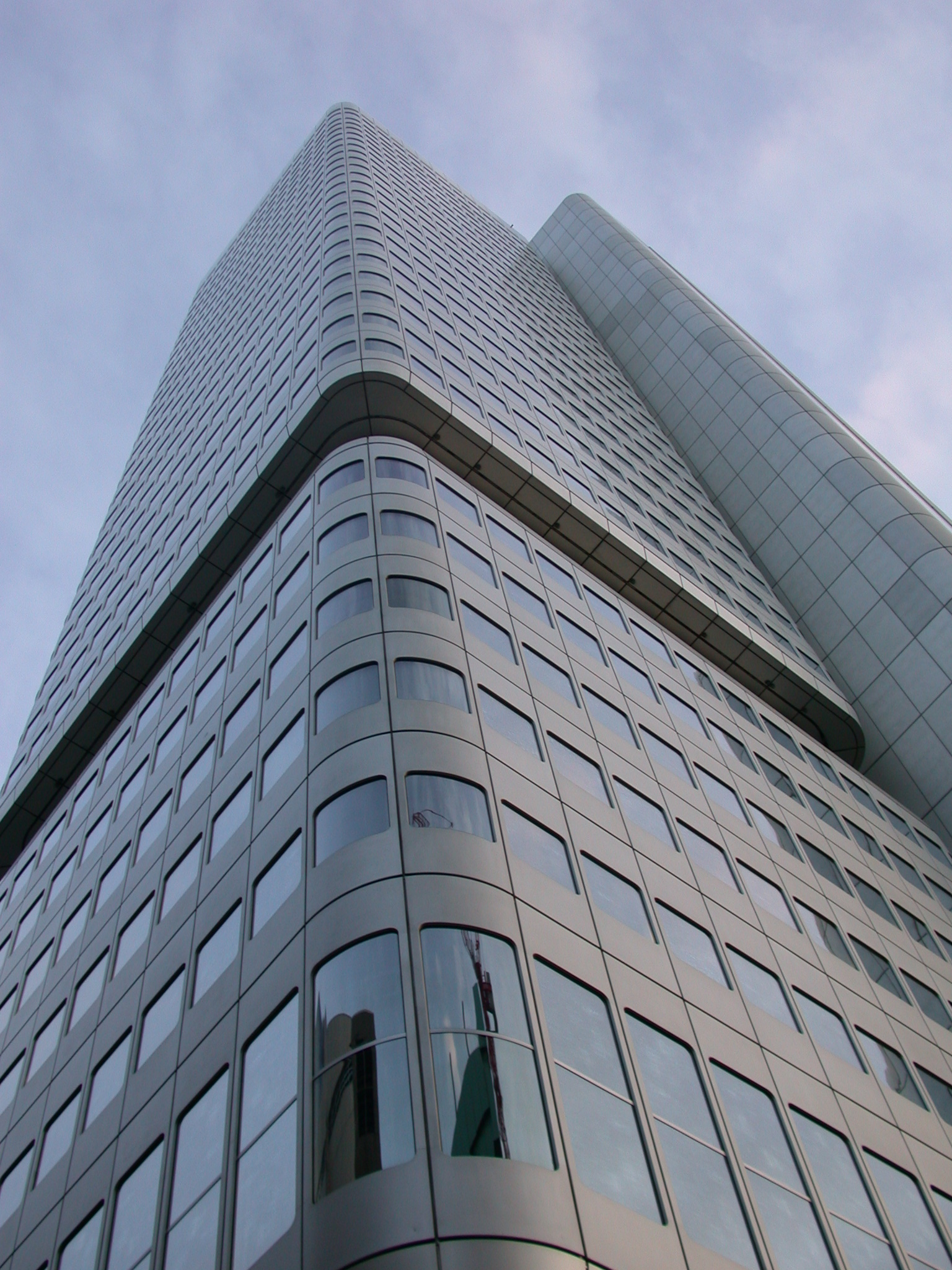
Il Silberturm ("torre d'argento") del 1978: parte della sede centrale

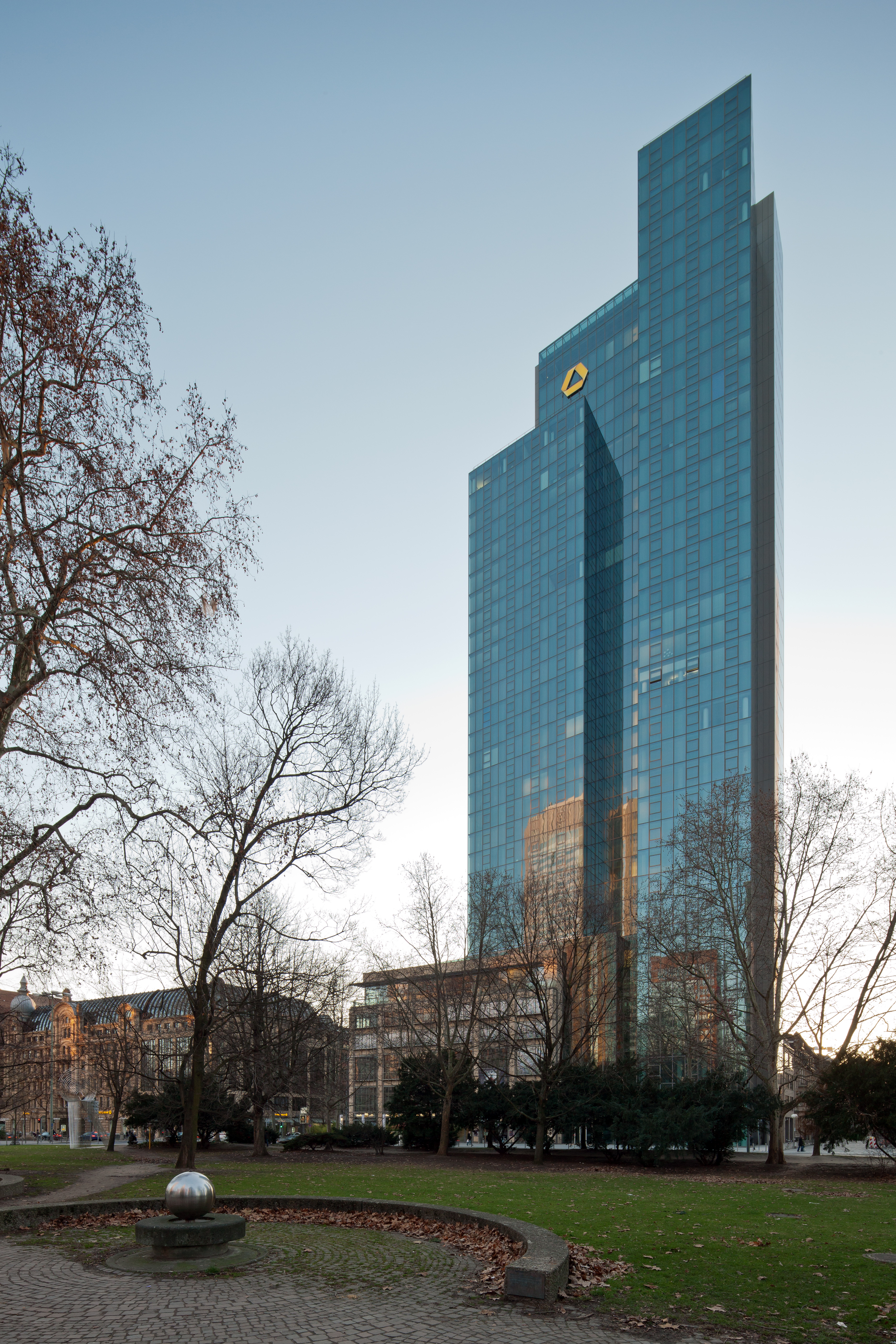
Il Gallileo del 2003, che ospita parte degli uffici centrali

La Dresdner Bank AG è stata una delle maggiori banche tedesche.

## Storia

### XIX secolo
La Dresdner Bank fu fondata nel 1872 in esito alla trasformazione della banca privata Michael Kaskel. Il comitato dei fondatori era composto dall’Allgemeine Deutsche Creditanstalt di Lipsia, dalla Berliner Handels-Gesellschaft di Berlino, dalla Deutsche Vereinsbank di Francoforte, dalla Deutsche Effecten- und Wechselbank, sempre di Francoforte, e dalla Anglo-Deutsche Bank di Amburgo; il capitale iniziale ammontava a otto milioni di talleri; la sede era a Dresda, in Wilsdruffer Strasse, dove lavoravano 30 dipendenti. Dopo l'unificazione tedesca la Dresdner Bank assorbì molte piccole banche locali. La nuova sede di Berlino divenne rapidamente più grande di quella di Dresda, cosicché la sede legale fu spostata a Berlino nel 1884. La prima filiale all'estero fu quella di Londra, aperta nel 1895.

### Inizio Novecento e prima guerra mondiale
Nel primo decennio del Novecento la Dresdner Bank aveva la più estesa rete di filiali in Germania (26 in tutto), cui si doveva aggiungere l'ufficio di Londra. Nel 1905 fu stretta un'alleanza con la casa bancaria J.P. Morgan & Co. di New York per operare congiuntamente in operazioni finanziarie internazionali, in particolare per il collocamento di strumenti finanziari americani in Germania. Le operazioni in Oriente e in Sudamerica erano invece condotte in cooperazione con la casa bancaria A. Schaaffhausen'scher Bankverein. Durante la prima guerra mondiale la filiale londinese fu chiusa.

### Anni trenta e seconda guerra mondiale
In seguito alla crisi economica del 1929, nel 1931 il governo tedesco si trovò a controllare il 66% del capitale e la Deutsche Golddiskontbank il 22%. Vicedirettore della banca era Hjalmar Schacht, il futuro ministro dell'economia del Terzo Reich. La banca fu riprivatizzata nel 1937.
Nel 1931 assorbì la Danat-Bank che era sull'orlo della bancarotta.
Durante la seconda guerra mondiale la Dresdner Bank prese il controllo di varie banche nei paesi sotto occupazione tedesca, come la Banca di Sconto Boema di Praga, la Societa Bancara Romana di Bucarest, la Handels- und Kreditbank di Riga, la Kontinentale Bank di Bruxelles, la Banque d'Athènes di Atene. Mantenne il controllo della Banca Regionale Croata, della Kommerzialbank di Cracovia, della Deutsche Handels- und Kreditbank di Bratislava. Rilevò gli interessi francesi nella Banca Generale Ungherese e nella Banca di Credito Greca; fondò la Handelstrust West N. V. ad Amsterdam. Infine, controllava la Banque Bulgare de Commerce di Sofia e la Deutsche Orient-Bank in Turchia.
Alla fine della guerra l'80% degli immobili della banca erano stati distrutti.

### Dopoguerra
La riforma monetaria nel 1948 aiutò il sistema bancario tedesco a tornare alla normalità. In conseguenza della divisione della Germania, la sede della Dresdner Bank fu trasferita a Francoforte. Nel dopoguerra la Banca si ampliò aprendo uffici non solo in Europa, ma anche negli Stati Uniti, a Singapore, in Canada, in Australia, in Giappone, a Hong Kong, in Cina.
Il 2 gennaio 1990 la Dresdner Bank fu la prima banca occidentale ad aprire un ufficio nella ex-DDR, ovviamente a Dresda.
Nel 1995 la Dresdner acquisì la Kleinwort Benson e la trasformò nella propria banca d'investimenti Dresdner Kleinwort; successivamente, nel 2000, acquisì il controllo anche della banca d'investimenti americana Wasserstein Perella & Co. di New York e la fuse alla precedente per creare la Dresdner Kleinwort Wasserstein.
Nel 2002 la Dresdner Bank venne rilevata dal colosso assicurativo tedesco Allianz.
Nel 2009 la Dresdner Bank fu incorporata dalla Commerzbank.

### Gruppo BHF Kleinwort Benson
Nel settembre 2009 Commerzbank ha deciso di abbandonare l'uso del nome Dresdner Kleinwort e, nell'ottobre 2009, ha venduto l'azienda, allora ribattezzata Kleinwort Benson, a RHJ International.
Nel luglio 2011, RHJ International ha annunciato che la sua controllata, Kleinwort Benson, era in trattative esclusive con Deutsche Bank in merito a una potenziale acquisizione di BHF Bank, uno dei marchi bancari tedeschi più forti, con operazioni nel private banking, gestione patrimoniale, mercati finanziari e corporate banking . Nel settembre 2012, ha annunciato di aver raggiunto un accordo con Deutsche Bank per Kleinwort Benson per l'acquisizione di BHF Bank per 384 milioni di euro. Nel novembre 2011 Saffron Tax Partners ha annunciato l'acquisizione da Kleinwort Benson dell'attività di compliance fiscale per clienti privati. 
Nel dicembre 2012 la società di consulenza indipendente con sede a Londra SK Financial ha acquistato circa 1.000 clienti da Kleinwort Benson che Kleinwort Benson riteneva di non poter più sostenere con profitto dopo l'implementazione della Retail Distribution Review. La banca si è trasferita in una nuova sede in St George Street a Londra nel 2012.
Nel marzo 2015 RHJ International è diventata "BHF Kleinwort Benson Group" ed è stata acquisita da Oddo & Cie all'inizio del 2016. Nel giugno 2016, Société Générale ha acquisito Kleinwort Benson da Oddo et Cie, fondendola con la sua attuale filiale di private banking SG Hambros nel novembre 2016 per formare Kleinwort Hambros.